# Zagoni (Bijeljina)
Pour les articles homonymes, voir Zagoni.
Zagoni (en serbe cyrillique : Загони) est un village de Bosnie-Herzégovine. Il est situé sur le territoire de la ville de Bijeljina et dans la république serbe de Bosnie. Selon les premiers résultats du recensement bosnien de 2013, il compte 666 habitants.

## Géographie
Le territoire du village est traversé par deux rivières : la Ljeljenačka Dašnica et la Zagonska Dašnica.

## Démographie

### Évolution historique de la population dans la localité
| 1948  | 1953  | 1961  | 1971  | 1981  | 1991  | 2013 |
| ----- | ----- | ----- | ----- | ----- | ----- | ---- |
| 1 751 | 1 932 | 2 082 | 2 067 | 1 948 | 1 766 | 666  |

|  |